# Río Lavant
El río Lavant (en esloveno: Labotnica) es un río en el estado austriaco de Carintia, un afluente izquierdo del Drava. Da nombre tanto al valle de Lavant (valle de Lavanttal) como a los Alpes de Lavanttal.
El río nace en el pequeño lago Lavant (Lavantsee) en la ladera sur del monte Zirbitzkogel, en Estiria, a una altitud de 2.053 m. A continuación, corre hacia el sureste y, tras 11,2 kilómetros, llega a la frontera con Carintia. El río desciende por el Lavanttal con las localidades de Bad Sankt Leonhard, Wolfsberg y Sankt Andrä, hasta llegar al Drava poco antes de cruzar la frontera con Eslovenia.
La calidad del agua se ha visto afectada por las regulaciones fluviales a gran escala entre los años 1930 y 1980. La mayor parte del Lavant pertenece a la zona de truchas, mientras que los tramos más bajos se caracterizan por los barbos. 
El nombre Lavant proviene del período precelta, que significa "río brillante" en indoeuropeo.